# Week-end sportif
Le Week-end sportif est une émission de télévision diffusée en Belgique sur la Une (RTBF) de 1967 à 2020. Présentée en alternance par plusieurs journalistes sportifs de la chaîne, elle fait chaque dimanche le résumé de l'actualité sportive de la semaine écoulée.
Le 20 août 2020, la RTBF annonce que l'émission est supprimée à la rentrée et remplacée, dès le 27 septembre, par une autre émission intitulée "100% Sports".